# Jean de Benjamim Pinto
 (septembre 2021).
Si vous disposez d'ouvrages ou d'articles de référence ou si vous connaissez des sites web de qualité traitant du thème abordé ici, merci de compléter l'article en donnant les références utiles à sa vérifiabilité et en les liant à la section « Notes et références ».
 (septembre 2021).
Pour les articles homonymes, voir Pinto.
Jean de Benjamim Pinto (Lisbonne, Santa Justa, 31 mars 1851 - Lisbonne, São Mamede, 18 août 1914), premier comte de Vialonga, était un noble de la Maison royale et un général de l'armée portugaise.

## Famille
Fils naturel reconnu et légitime de Jean de Deus Antunes Pinto et de sa cousine Carolina de Benjamim Pinto, il appartenait à la famille Pintos de Oleiros, une branche des Pintos da Torre da Lagariça.

## Biographie
Sieur de Quinta das Maduras, à Vialonga, il avait, entre autres décorations et éloges : la Grand-Croix des ordres de São Maurice et São Lázaro (Italie), du Mérite militaire d'Espagne et de Francisco José d'Autriche ; Grand Officier des ordres de la Couronne d'Italie et Alberto de Saxe ; Commandeur des ordres d'Aviz, du Christ et de Número de Isabel la Catholique ; Officier des ordres de Santiago, Hohenzollern-Sigmaringen et Léopold de Belgique, Croix de fer d'Autriche et Croix de chevalier de l'épée de Suède, etc..
À la demande de la reine Maria Pia de Savoie, il a été décoré le 21 avril 1903 par le roi Charles Ier du Portugal avec le titre de premier comte de Vialonga, titre qu'il n'a ni utilisé ni enregistré. En 1911, après l'établissement de la République portugaise, lors de son exil à Naples, où il accompagna fidèlement la reine Maria Pia de Savoie et l'infant Alphonse de Bragance, duc de Porto ; le roi Victor Emanuel III d'Italie confirma son titre de premier Comte de Vialonga pour sa profonde loyauté envers la reine Maria Pia de Savoie, sa tante.
Plusieurs titres lui sont attribués : officier Majeur de la Maison Royale, officier Général d' Artillerie,noble de la Maison Royale avec exercice au Palais, officier des Ordres des rois Louis Ier du Portugal et Charles Ier du Portugal, adjudant Honoraire du Champ du roi Manuel II de Portugal et « sourcier » de la Maison Royale et de la reine Maria Pia de Savoie.
Il mourut à Lisbonne après son retour d'exil à Naples.

## Mariage et descendance
Il épousa Sofia Anaiz Gomes ( Porto, Cedofeita, 16 octobre 1860 - 31 août 1925), fille de João da Silva Gomes et de sa femme Emília Anaiz. Ils eurent deux filles et un fils :
Judite de Benjamim Pinto (Lisbonne, Mercês, 7 février 1885 - Lisbonne, 1953), meurt célibataire et sans descendance.
Gaston de Benjamim Pinto (Lisbonne, Mercês, 4 juillet ou septembre 1886 - Lisbonne, janvier 1976), aurait été en monarchie le représentant du titre de comte de Vialonga. Le 4 juillet 1966, l'ancien roi Humberto d'Italie a confirmé son titre de 2e comte Vialonga (en Italie).
Béatrice de Benjamim Pinto (Lisbonne, Mercês, 27 septembre 1889 - Lisbonne, 9 février 1961), est mariée à Lisbonne le 20 janvier 1920 à Augusto de Vasconcelos Gonçalves (Lisbonne, Santos-o-Velho, 28 avril 1874 - Lisbonne, 7 octobre 1930).